# Tropaion

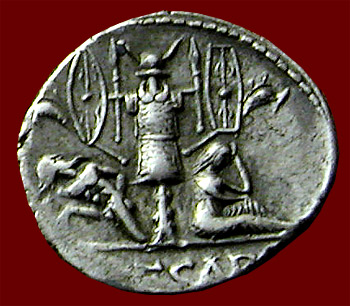
Denar Julius Cäsars, spanische Prägung 46–45 v. Chr.

Der altgriechische Begriff Tropaion (τρόπαιον, Plural: Tropaia) wurde von den Wörtern τρέπειν trépein („wenden; fliehen“) und τροπή tropé („Wende; Flucht“) abgeleitet und bezeichnete ursprünglich ein Symbol, das an genau der Stelle aufgestellt wurde, an der die Feinde sich vom Schlachtfeld abgewandt und die Flucht ergriffen hatten. Es bestand aus einem meist hölzernen Pfahl oder Gerüst, an dem Waffen und Rüstung der Unterlegenen in der Weise befestigt wurden, in der sie bei einem Hopliten (Fußsoldaten) positioniert waren; das Tropaion hatte also eine anthropomorphe Erscheinung. Vermutlich gingen mit der Aufstellung einer solchen „militärischen Vogelscheuche“ auch noch diverse religiöse Riten einher, zum Beispiel die Weihung an eine bestimmte Gottheit.
Dieses temporäre Denkmal – Ausdruck überschäumenden Glücksgefühls der Soldaten und zugleich Abschreckung für eventuell zurückkehrende Feinde – wurde ab dem 5. Jahrhundert v. Chr. in Kunst und Literatur verewigt. Das erste Tropaion sollen die siegreichen Griechen nach der Schlacht bei Marathon 490 v. Chr. errichtet haben. Von da an tauchte der Begriff fortwährend in griechischen Texten auf, sei es in detaillierten Beschreibungen (Plutarch, Pausanias) oder als Metapher für die Erringung des Sieges (Aischylos). Auf Münzen wurde das Tropaion zum beliebten Motiv und demonstrierte nun die Überlegenheit der jeweiligen Polis auch über das Schlachtfeld hinaus. Rund 200 Jahre später wurde die erste Rundplastik in Gestalt eines Tropaions gefertigt, es folgten Darstellungen auf Gemmen, Terrakotten, megarischen Bechern und vielen anderen Kunstgattungen. So verbreitete sich das Siegeszeichen schließlich in Magna Graecia, bis es im 3. Jahrhundert v. Chr. von den Römern übernommen und bald zum Inbegriff römischer Herrscherideologie wurde. Seine Blütezeit erlebte das Machtsymbol vom ersten vorchristlichen bis ins erste nachchristliche Jahrhundert, wo es in großer Menge und auf mannigfache Art und Weise die Überlegenheit des römischen Reichs visualisierte. Ein sehr bekanntes Tropaion aus dieser Zeit ist zum Beispiel das Tropaeum Alpium in La Turbie (oberhalb von Monaco). Ab dem 2. Jahrhundert n. Chr. setzte ein schleichender Rückgang der Darstellungen ein, der schließlich im 6. Jahrhundert unter Kaiser Justinian vollendet wurde – das Tropaion in seiner über Jahrhunderte konstanten Form war tot.
Zu einem Tropaion gehörten Helm, Schild, Schwert oder Lanze und manchmal die Oberbekleidung des gegnerischen Kämpfers. Dieses Grundschema wurde auch in der Kunst strikt eingehalten und war nur in wenigen Details variabel: Im 5. Jahrhundert v. Chr. ist allein der Hoplitentypus in der Frontalansicht bekannt, der ab dem 4. Jahrhundert auch im Profil dargestellt wird. Zeitgleich kommen der mit zwei symmetrisch angeordneten Schilden ausgestattete sowie der entwaffnete, nur mit Helm und Rüstung bewehrte Typus hinzu. In römischer Zeit wird dieser Spielraum noch einmal erweitert und es entsteht der so genannte „überladene Typus“, an dessen Armen und Füßen Waffen und Rüstwerk aufgehäuft sind.
Durch den Kontext wurde dieses allgemeine Machtsymbol mit einer expliziteren Bedeutung belegt. Häufig wurden gefesselte Barbaren am Fuße des Tropaion abgebildet, deren Physiognomie und Kleidung den speziellen Anlass für die Darstellung vermittelten. Aber auch die Sieger gesellten sich gerne zu dem Zeichen ihrer Überlegenheit. Eine weitere beliebte Begleitfigur aus römischer Zeit war die geflügelte Siegesgöttin Victoria, die dem Waffenständer den Siegeskranz aufsetzte und ihn so den Göttern weihte, in der Numismatik wird dieser Münztypus victoriatus genannt. Die Liste der Götter, Heroen und Personifikationen, die in Nähe eines Tropaion gezeigt wurden, ist lang; immer dienten sie der näheren Erläuterung für den zuvor errungenen Triumph.
So war das Siegeszeichen auch aus dem bunten Treiben der Triumphzüge, die in Rom nach jedem großen gewonnenen Krieg zu Ehren des Imperators veranstaltet wurden, nicht mehr wegzudenken; bei den volkreichen Prozessionen gehörten auf riesigen Tragegestellen (fercula) transportierte Tropaia zur Grundausstattung. Nahezu jeder Triumphbogen, jede Siegessäule, jedes Schlachtrelief römischer Zeit trägt dann auch das Bild der „aufgespießten“ feindlichen Waffen. Das wohl wichtigste Monument in diesem Zusammenhang ist das Tropaeum Traiani in Adamclisi (heute Rumänien), das Kaiser Trajan nach seinem Sieg über die Daker im Jahre 110 n. Chr. errichten ließ. Hier zeigt sich die zentrale Rolle, die das Tropaion in der römischen Triumphalikonographie spielte. Weitere wichtige Darstellungen eines Siegesmales finden sich beispielsweise auf der Trajanssäule (113 n. Chr.) und dem Triumphbogen Konstantins des Großen (315 n. Chr.). Das Tropaion war zu einem Sinnbild römischen Herrscherdenkens geworden und wurde selbst dann noch auf Münzen geprägt, als das Imperium im Niedergang begriffen war.